# Haplogroupe P
En génétique humaine, l’haplogroupe P (P-P295) est un haplogroupe du chromosome Y. 
Cet haplogroupe contient les ancêtres de la plupart des Européens et des Amérindiens. Cet haplogroupe serait apparu dans l'Hindu Kush ou en Sibérie il y a plus de 40 000 ans.
Les seules branches primaires (clades) de P-P295 sont P1 (P-M45) et P2 (P-B253). P1 est, à son tour, le nœud parental de l'haplogroupe Q (Q-M242) et de l'haplogroupe R (R-M207).
Le P basal est trouvé à son plus taux le plus élevé chez les membres des Aetas (ou Agta), un peuple autochtone de Luçon, aux Philippines. Luzon est également le seul endroit où P*, P1* et de rares P2 se trouvent maintenant ensemble, avec des niveaux importants de K2b1. Bien que P1* soit maintenant plus courant chez les individus de Sibérie orientale et d'Asie centrale, les distributions ci-dessus tendent à suggérer que P* (P295) est apparu en Asie du Sud-Est.

## Sous-groupes
- P (92R7, M45, M74, N12, P27)
  - P*
  - Q (MEH2, M242, P36)
    - Q*
    - Q1 (M120, N14 (M265))
      - Q1*
      - Q1a (M378)

    - Q2 (M25, M143)
    - Q3 (M3) typique des Amérindiens
      - Q3*
      - Q3a (M19)
      - Q3b (M194)
      - Q3c (M199)

    - Q4 (P48)
    - Q5 (M323)
    - Q6 (M346)

  - R (M207 (UTY2), M306 (S1), S4, S8, S9)
    - R*
    - R1 (M173)
      - R1*
      - R1a (SRY10831.2 (SRY1532))
        - R1a*
        - R1a1 (M17, M198) Typique des habitants de l'est de l'Europe, de l'Asie Centrale et de l'Asie du Sud.
          - R1a1*
          - R1a1a (M56)
          - R1a1b (M157)
          - R1a1c (M64.2, M87, M204)

      - R1b (M343) Typique des Européens de l'ouest
        - R1b*
        - R1b1 (P25)
          - R1b1*
          - R1b1a (M18)
          - R1b1b (M73)
          - R1b1c (M269, S3, S10, S13, S17)
            - R1b1c*
            - R1b1c1 (M37)
            - R1b1c2 (M65)
            - R1b1c3 (M126)
            - R1b1c4 (M153)
            - R1b1c5 (M160)
            - R1b1c6 (SRY2627 (M167))
            - R1b1c7 (M222)
            - R1b1c8 (P66)
            - R1b1c9 (S21)
              - R1b1c9*
              - R1b1c9a (L1 (S26))
              - R1b1c9b (S29)

            - R1b1c10 (S28)

          - R1b1d (M335)

    - R2 (M124) Typique des Caucasiens, de l'Asie centrale et du Sud